# Кастильяно, Эусебио
Эусебио Кастильяно (итал. Eusebio Castigliano, 9 февраля 1921, Верчелли — 4 мая 1949, Суперга) — итальянский футболист, полузащитник.
Прежде всего известен выступлениями за клуб «Торино», а также национальную сборную Италии. Вместе с партнёрами по туринской команде погиб в авиационной катастрофе на горе Суперга 4 мая 1949 года.
Четырёхкратный чемпион Италии.

## Клубная карьера
Во взрослом футболе дебютировал в 1939 году выступлениями за команду клуба «Про Верчелли», в которой провёл два сезона, приняв участие в 28 матчах чемпионата.
Впоследствии с 1941 по 1944 год играл в составе команд клубов «Специя» и «Бьеллезе».
В 1945 году присоединился к сильнейшему в то время итальянскому клубу «Торино», за который успел отыграть четыре сезона. Большую часть времени, проведённого в составе «Торино», был основным игроком команды. За это время завоевал четыре титула чемпиона Италии.
Свой последний, четвёртый, титул чемпиона Италии в сезоне 1948-49 Кастильяно получил уже посмертно — 4 мая 1949 года команда погибла в авиакатастрофе на горе Суперга близ Турина. До конца первенства оставалось 4 тура, «Торино» возглавлял турнирную таблицу, и все погибшие игроки клуба посмертно получили чемпионский титул после того, как игроки молодёжной команды клуба, которые доигрывали сезон в Серии A, выиграли во всех четырёх последних матчах первенства. Их соперники («Дженоа», «Палермо», «Сампдория» и «Фиорентина») в этих матчах из уважения к погибшим чемпионам также выставляли на поле молодёжные составы своих клубов.

## Выступления за сборную
В 1945 году дебютировал в официальных матчах в составе национальной сборной Италии. В течение карьеры в национальной команде, которая продлилась 5 лет, успел провести в форме главной команды страны 7 матчей, забив 1 гол.

## Титулы и достижения
- Чемпион Италии (4)[3]:

«Торино»: 1945-46, 1946-47, 1947-48, 1948-49

## Память
В 1963 году в городе Верчелли был основан футбольный клуб который был назван в честь Эусебио Кастильяно — G.S. Castigliano.